# Rovji, Vîșhorod
Rovji (în ucraineană Ровжі) este un sat în comuna Jukîn din raionul Vîșhorod, regiunea Kiev, Ucraina.

## Demografie
Componența lingvistică a localității Rovji
     Ucraineană (100%)
Conform recensământului din 2001, toată populația localității Rovji era vorbitoare de ucraineană (100%).